# Actiastes wagneri
Actiastes wagneri är en skalbaggsart som först beskrevs av Park 1963.  Actiastes wagneri ingår i släktet Actiastes och familjen kortvingar. Inga underarter finns listade i Catalogue of Life.